# Hamvas lombgébics
A hamvas lombgébics (Vireo vicinior) a madarak osztályának verébalakúak (Passeriformes) rendjébe és a lombgébicsfélék (Vireonidae) családja tartozó faj.

## Rendszerezése
A fajt Elliott Coues amerikai ornitológus írta le 1866-ban.

## Előfordulása
Az Amerikai Egyesült Államok délnyugati és Mexikó északi részén honos. Természetes élőhelyei a szubtrópusi és trópusi lombhullató erdők, száraz szavannák és cserjések. Vonuló faj.

## Megjelenése
Testhossza 14 centiméter.
|  |

## Természetvédelmi helyzete
Az elterjedési területe nagyon nagy, egyedszáma pedig növekszik. A Természetvédelmi Világszövetség Vörös listáján nem fenyegetett fajként szerepel.